# Luis Sepúlveda
Luis Sepúlveda Calfucura (4 tháng 10 năm 1949 – 16 tháng 4 năm 2020) là một nhà văn và phóng viên Chile. Ông là một chiến sĩ cộng sản, chống lại chế độ Augusto Pinochet, đã bị chế độ độc tài quân sự cầm tù và tra tấn trong thập niên 1970. Sepúlveda là tác giả những tập thơ và truyện ngắn. Ngoài tiếng Tây Ban Nha là tiếng mẹ đẻ, ông còn nói được tiếng Anh, Pháp và Ý. Vào cuối thập niên 1980, Sepúlveda chinh phục giới văn học với tiểu thuyết đầu tiên Lão già mê đọc truyện tình.

## Tiểu sử
Luis Sepúlveda sinh tại Ovalle, tỉnh Limarí vào năm 1949. Cha ông, José Sepúlveda, là một đảng viên của Đảng Cộng sản Chile và mẹ ông, Irma Calfucura, là một y tá gốc Mapuche. Sau khi học xong trung học tại Santiago, ông học ngành Nghệ thuật sân khấu ở Đại học Quốc gia Chile.
Luis Sepúlveda có những hoạt động chính trị đầu tiên với vai trò người lãnh đạo phong trào sinh viên và trong chính quyền Salvador Allende ở bộ phận văn hóa. Tại đó ông phụ trách xuất bản các tác phẩm kinh điển giá rẻ cho công chúng. Ông cũng đóng vai trò trung gian hòa giải giữa chính phủ và các công ty Chile.
Sau cuộc đảo chính ở Chile năm 1973, tướng Augusto Pinochet lên nắm quyền. Sepúlveda đã bị bỏ tù hai năm rưỡi, sau đó được phóng thích có điều kiện nhờ vào nỗ lực của Tổ chức Ân xá Quốc tế chi nhánh Đức và bị quản thúc tại gia.
Sepúlveda tìm cách bỏ trốn và sống chui lủi trong gần một năm. Với sự giúp đỡ của một người bạn đứng đầu tổ chức Alliance française ở Valparaíso, ông đã thành lập một nhóm kịch, trở thành tâm điểm văn hóa hàng đầu của phong trào kháng chiến. Ông bị bắt lại và bị kết án tù chung thân (sau đó giảm xuống còn hai mươi tám năm) vì tội phản quốc và âm mưu lật đổ.

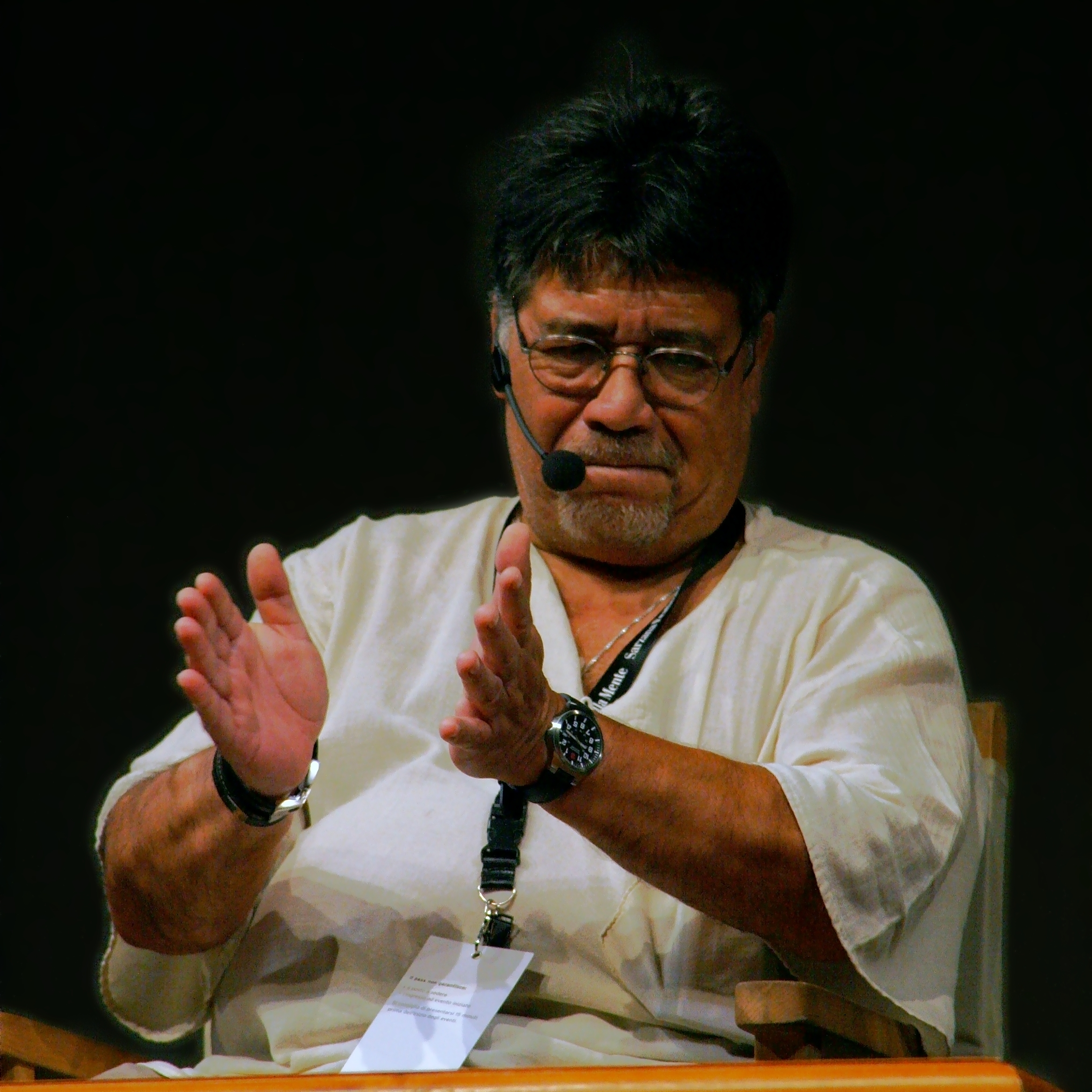
Luis Sepúlveda năm 2009

Chi nhánh Đức của Tổ chức Ân xá Quốc tế một lần nữa can thiệp, giúp cho án tù của Sepúlveda còn tám năm lưu đày. Năm 1977, ông rời Chile để bay đến Thụy Điển, nơi ông được sắp xếp giảng dạy văn học Tây Ban Nha. Tại điểm dừng chân đầu tiên ở Buenos Aires, ông đã bỏ trốn và tìm cách vào được Uruguay. Bởi tình hình chính trị lúc đó ở cả Argentina và Uruguay tương tự như ở quê nhà, Sepúlveda đã đến São Paulo ở Brasil và sau đó tới Paraguay. Ông phải rời đi một lần nữa vì chính quyền địa phương và cuối cùng định cư tại thành phố Quito ở Ecuador, theo lời mời của người bạn Jorge Enrique Adoum. Ông lãnh đạo nhà hát Alliance Française, thành lập một công ty sân khấu và tham gia vào một cuộc thám hiểm của UNESCO để đánh giá tác động của việc thuộc địa hóa đối với người Shuar da đỏ ở Nam Mỹ.
Trong cuộc thám hiểm, ông đã sống cùng người Shuar trong bảy tháng và hiểu được châu Mỹ Latin là một lục địa đa văn hóa và đa ngôn ngữ. Chủ nghĩa Marx mà ông đã học không áp dụng được cho người dân nông thôn phụ thuộc vào môi trường tự nhiên xung quanh. Ông đã làm việc liên hệ chặt chẽ với các tổ chức của người thổ dân và soạn thảo kế hoạch giảng dạy xóa mù chữ đầu tiên cho Hiệp hội nông dân Imbabura ở Andes.
Năm 1979, ông tham gia vào tổ chức Simón Bolívar International Brigade, lúc này đang đấu tranh tại Nicaragua. Sau chiến thắng của cuộc cách mạng, ông hành nghề phóng viên. Sau đó một năm ông chuyển đến Châu Âu.
Ông chuyển đến thành phố Hamburg, Đức vì lòng ngưỡng mộ đối với văn học Đức (ông đã học tiếng Đức trong tù), đặc biệt là những nhà văn lãng mạn như Novalis và Friedrich Hölderlin. Ông làm phóng viên, đi khắp châu Mỹ Latinh và châu Phi.

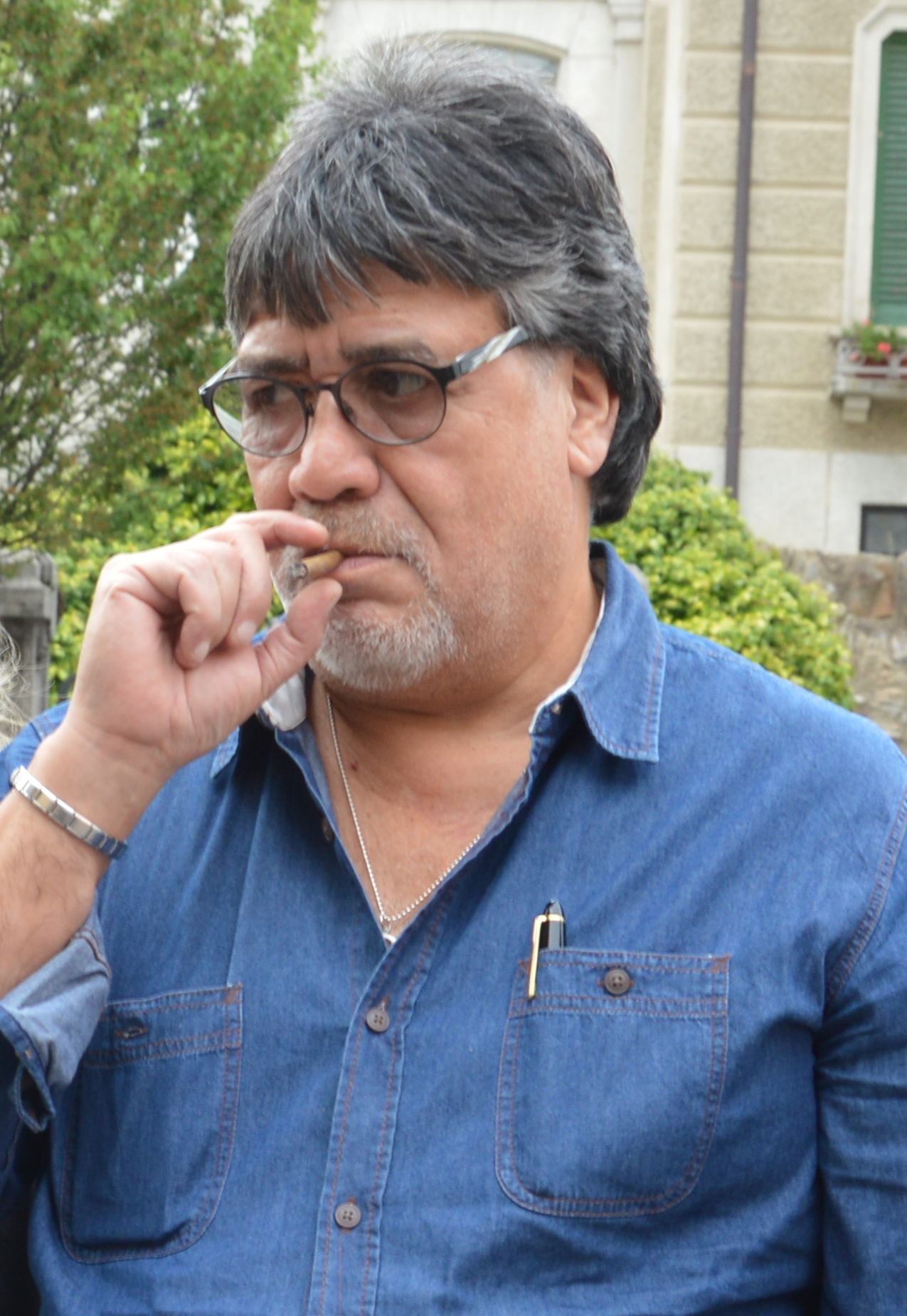
Sepúlveda ở Ý năm 2013

Năm 1982, ông liên hệ với tổ chức Hòa bình xanh và làm thuyền viên trên một con tàu của tổ chức này cho đến năm 1987. Sau đó, ông làm điều phối viên nhiều chi nhánh của tổ chức này. Sau khi rời khỏi Hòa bình xanh, ông quay lại với các hoạt động vì môi trường. Ông là một người đấu tranh mạnh mẽ cho môi trường ở Patagonia, đây cũng là đề tài trong một số tác phẩm nổi tiếng nhất của ông.
Vào năm 1988, ông giành giải Tigre Juan Award với tiểu thuyết Lão già mê đọc chuyện tình (Un viejo que leía novelas de amor). Năm 2009, ông giành giải Premio Primavera de Novela cho tiểu thuyết La sombra de lo que fuimos (tạm dịch, Cái bóng của quá khứ).
Ngày 1 tháng 3 năm 2020, sau khi trở về từ một hội nghị ở Bồ Đào Nha, ông được xác nhận là ca nhiễm COVID-19 đầu tiên tại vùng Asturias, Tây Ban Nha. Đến ngày 11 tháng 3, có thông tin rằng ông đã lâm vào tình trạng nguy kịch, ông rơi vào hôn mê và phải trợ thở bằng máy do suy đa tạng tại một bệnh viện ở Oviedo. Ông qua đời ngày 16 tháng 4 do loại virus Covid-19.

## Tác phẩm
- Crónica de Pedro Nadie (1969; tạm dịch: Biên niên ký Pedro vô danh)
- Los miedos, las vidas, las muertes y otras alucinaciones (1986; Fear, Life, Death, and other Hallucinations)[cần dẫn nguồn]
- Cuaderno de viaje (1987; Travel Log)
- Mundo del Fin del Mundo (1989; The World at the End of the World)
- Un viejo que leía novelas de amor (1989; Lão già mê đọc truyện tình)
- La frontera extraviada (1994; The Lost Frontier)
- Nombre de torero (1994; The Name of a Bullfighter)
- Al andar se hace el camino se hace el camino al andar (1995; Patagonia Express)
- Historia de una gaviota y del gato que le enseñó a volar (1996; Chuyện chú mèo dạy hải âu bay)
- Historias marginales (2000)
- Hot line (2002)
- La locura de Pinochet y otros artículos (2002)
- Cuaderno de viaje
- Diario de un killer sentimental seguido de Yacaré
- Komplot: Primera parte de una antología irresponsable
- Los peores cuentos de los hermanos Grim (with Mario Delgado Aparaín, 2004)
- The Story of a Snail Who Discovered the Importance of Being Slow

## Kịch bản phim
- Vivir a los 17, 1986 director and writer
- Tierra del fuego, 2000 screenplay
- Nowhere, 2002 director and writer
- Coração verde, 2002 writer

## Documentaries
- Eduardo Montes-Bradley (1999). Harto The Borges (Feature Documentary). U.S.: Patagonia Film Group, U.S.